# Faunaforurening
Hvis dyr, der ikke naturligt hører til en bestemt naturtype, slippes løs dér, vil de af og til kunne overleve og måske endda fortrænge de dyr, der lever naturligt på stedet. Det fænomen hedder faunaforurening. 
Det er sket i stor stil f.eks. på New Zealand, hvor der oprindeligt ikke levede pattedyr udover flagermus. Mange fugle på New Zealand er udviklet til ikke at kunne flyve. Men da pattedyr som f.eks. katte og rotter kom til øen, blev disse fugle et meget let bytte. Kun få af de oprindelige indfødte fugle, der ikke kan flyve, findes i dag, heriblandt kiwierne og takaheen.
Men faunaforurening sker også i Danmark, hvor f.eks. mink fra minkfarme er sluppet ud. De udkonkurrerer naturlige, danske smårovdyr og æder mange fugles æg. Også den iberiske skovsnegl, måske bedre kendt under navnet "dræbersneglen", er en faunaforurening i Danmark. Da den ingen naturlige fjender har her i landet, kan den sprede sig uforstyrret og fortrænge vores egne sneglearter.